# Reakcja łańcuchowa polimerazy z odwrotną transkrypcją
Reakcja łańcuchowa polimerazy z odwrotną transkrypcją, reakcja łańcuchowa polimerazy z odwrotną transkryptazą, RT-PCR (od ang. reverse-transcription polymerase chain reaction lub reverse-transcriptase polymerase chain reaction) – reakcja łańcuchowa polimerazy (PCR), w której pierwszy etap jest przeprowadzany przez odwrotną transkryptazę, a jako matryca służy cząsteczka RNA.

## Przebieg
Pierwszym krokiem w reakcji RT-PCR jest przeprowadzenie reakcji odwrotnej transkrypcji próbki zawierającej RNA do cDNA.
Stosuje się dwa rodzaje odwrotnych transkryptaz: pochodzącą z wirusa AMV (ang. avian myeloblastosis virus) lub z wirusa MMLV (ang. Moloney murine leukaemia virus).
Do reakcji odwrotnej transkrypcji można użyć trzech rodzajów starterów:
- swoistych dla danej sekwencji
- o przypadkowej sekwencji
- starterów zawierających na końcach dużą liczbę tymin[1][2].

Przebieg reakcji po otrzymaniu cDNA jest analogiczny do PCR, w której próbki zawierają DNA. Stosuje się polimerazę Taq.
Gdy cząsteczka RNA zawiera dużo struktur drugorzędowych, możliwe jest użycie polimerazy Tth (one-enzyme/one-tube system), która ma aktywność polimerazy DNA oraz odwrotnej transkryptazy, lecz nie ma aktywności rybonukleazy H. Główną wadą tej modyfikacji jest to, że nie jest ona tak czuła jak metoda standardowa.

## Zastosowanie
Reakcja łańcuchowa polimerazy z odwrotną transkrypcją należy do najbardziej czułych metod do wykrywania niewielkich ilości cząsteczek RNA w próbce. Pozwala to na wykorzystanie pojedynczej próbki do wielu eksperymentów.
Dzięki RT-PCR możliwe jest określenie ilości cząsteczek RNA między różnymi próbkami, określenie poziomu ekspresji oraz analizy struktury RNA.
Praktycznie metodę RT-PCR wykorzystuje się w wykrywaniu enterowirusów w próbkach kału oraz w detekcji wirusa HIV. W 2009 roku na bazie RT-PCR opracowano metodę detekcji wirusa świńskiej grypy typu H1N1. Z kolei w 2020 roku na bazie RT-PCR opracowano metodę detekcji wirusa SARS-CoV-2.